# Villa Valmarana (Lisiera)
Villa Valmarana, situata nel centro di Lisiera di Bolzano Vicentino, è una villa veneta originariamente progettata dall'architetto Andrea Palladio intorno al 1563. Il progetto di Palladio fu realizzato, come successe anche in altri casi, solo parzialmente; l'edificio è stato in buona parte ricostruito dopo le pesanti distruzioni della seconda guerra mondiale. È dal 1996 tra i patrimoni dell'umanità dell'UNESCO, assieme alle altre ville palladiane del Veneto.

## Storia
La villa che vediamo oggi è molto diversa da quella progettata da Palladio per Gianfrancesco Valmarana. Un'idea del progetto palladiano è resa nell'incisione dei Quattro libri dell'architettura (1570), che mostra una struttura con doppio ordine di logge serrate da torricelle su entrambi i fronti, ma il disegno in questo caso mostra — ancora più che altrove — diverse incertezze e imprecisioni.
In ogni caso il cantiere della villa si interrompe nel 1566 per la morte di Gianfrancesco e viene probabilmente concluso in economia dal nipote Leonardo Valmarana (figlio di suo fratello Giovanni Alvise), committente della cappella Valmarana in Santa Corona a Vicenza ed erede del grande palazzo palladiano di famiglia in città, Palazzo Valmarana. Il secondo ordine delle logge non venne mai costruito e il settore mediano fu concluso con una specie di attico.
Quasi distrutta (come il palazzo omonimo di Vicenza) dai bombardamenti angloamericani nel corso della seconda guerra mondiale, la villa è stata ricostruita. Nel 1996 è stata inserita nel patrimonio dell'umanità "Città di Vicenza e ville palladiane del Veneto" dall'UNESCO.

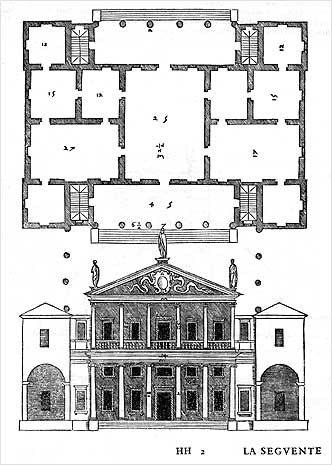
Incisione da I quattro libri dell'architettura (1570) di Palladio
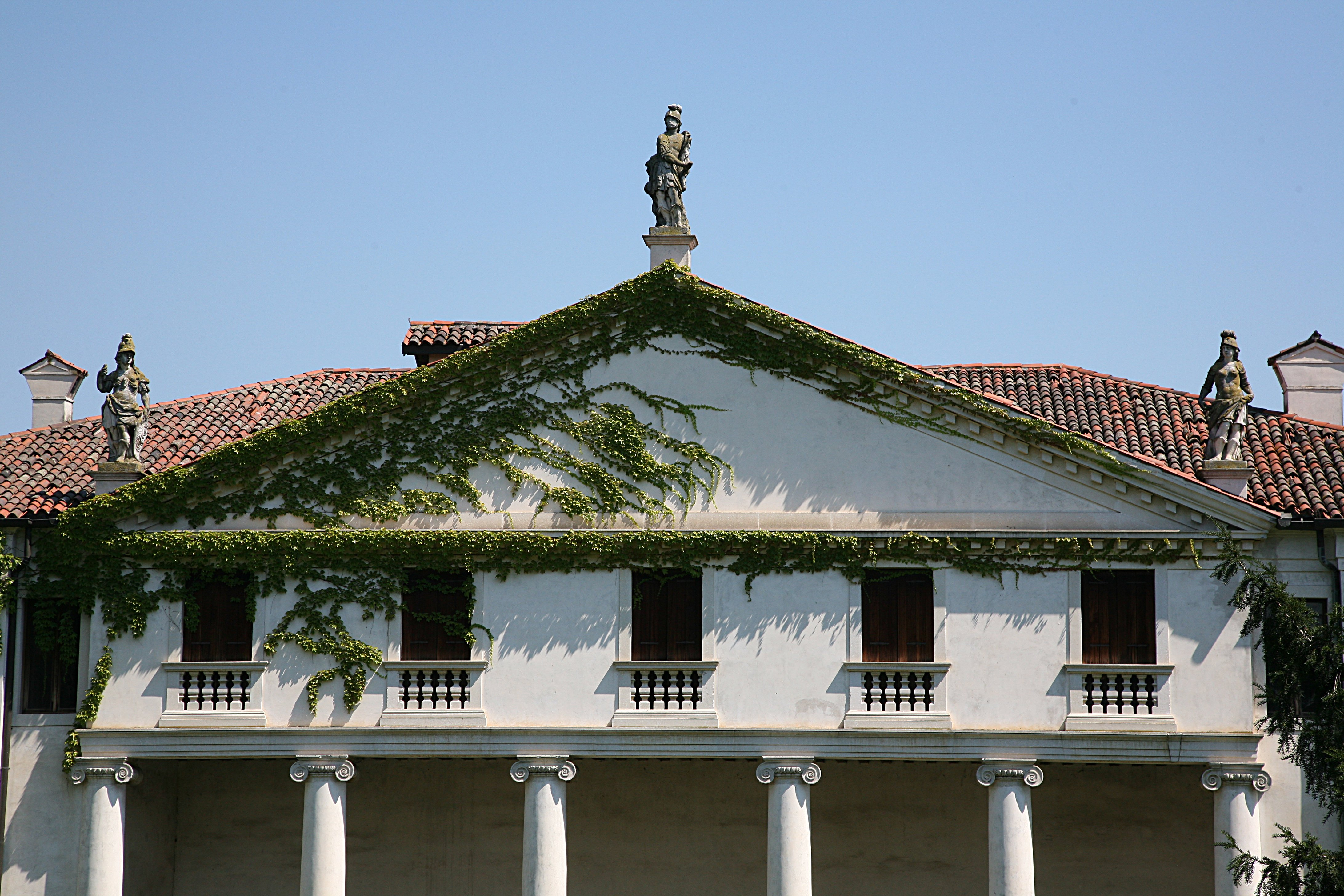
Dettaglio del timpano della facciata